# Модифікована внутрішня норма рентабельності
Показник дозволяє оцінювати адекватну норму рентабельності при проектах, що припускають послідовне фінансування протягом тривалого часу (будівельні проекти або відтік капіталу на запуск другої черги виробництва).
MIRR визначається як норма рентабельності, при якій всі очікувані доходи, приведені до кінця проекту, мають поточну вартість, рівну вартості всіх необхідних витрат. При цьому всі інвестиції (незалежно від їх строків) наводяться до початку проекту, а доходи дисконтуються за вищенаведеною ставкою WACC (середньозважена вартість капіталу).
Згідно з міжнародними стандартами бізнес-планування застосовується як один з фінансових показників ефективності бізнес-планів